# ノトバイオート
ノトバイオート（英:gnotobiote）とはもっている微生物叢が全て知られている動物。帝王切開あるいは子宮切断により母獣より無菌的に取り出した胎子をアイソレーター内の無菌環境下で人工保育することにより得られた無菌動物に既知の微生物を投与、定着させることにより作出される。微生物と宿主の関係を研究する目的で作出される。